# Cambodgia elegantissima
Cambodgia elegantissima is een soort in de taxonomische indeling van de ribkwallen (Ctenophora). 
De kwal behoort tot het geslacht Cambodgia en behoort tot de familie Cambojiidae. De wetenschappelijke naam van de soort werd voor het eerst geldig gepubliceerd in 1946 door Dawydoff.